# Aundh

Vlag van het vorstenland Aundh

Aundh was een vorstenland en onderdeel van Brits-Indië. Het was een van de landen die onder het agentschap Deccan viel, dat weer viel onder de Bombay Presidency, en lag in het zuidwesten van de huidige Indiase staat Maharashtra. Aundh was een van de jagirs in Satara.
Het vorstenland Aundh werd gesticht in 1699 door Trabak (Trimbak) Pant Pratinidhi. Het gebied besloeg 1298 vierkante kilometer. In 1911 leed de staat onder een pestepidemie. De laatste vorst van Aundh was Meherban Shrimant Raja Bhavan Rao Shrinivas (Bala Sahib). Aundh sloot zich aan bij de Unie van India op 8 maart 1948. De stad Aundh is bekend vanwege zijn heuveltempel Devi Yamai
| Stichting van de staat Aundh          | Stichting van de staat Aundh | Stichting van de staat Aundh            | Stichting van de staat Aundh | Stichting van de staat Aundh |
| ------------------------------------- | ---------------------------- | --------------------------------------- | ---------------------------- | ---------------------------- |
| 1690 / 1699                           |                              |                                         |                              |                              |
| Vorsten, met de titel Pant Pratinidhi |                              |                                         |                              |                              |
| van                                   | tot                          | radja                                   | geboren                      | overleden                    |
| 1697                                  | 27 mei 1718                  | Parusharam Trimbak                      | 1660                         | 1718                         |
| 1718                                  | 25 november 1746             | Shrinivasrao Parashuram                 |                              | 1746                         |
| 1746                                  | 1754                         | Jagjivanrao Parashuram                  |                              |                              |
| 1754                                  | 5 april 1776                 | Shrinivasrao Gangadhar                  |                              | 1776                         |
| 1776                                  | 30 augustus 1777             | Bhavanrao                               |                              | 1777                         |
| 30 augustus 1777                      | 11 juni 1848                 | Parashuramrao Shrinivas                 | 1777                         | 1848                         |
| 11 juni 1848                          | 1901                         | Shrinivasrao Parashuram "Anna Sahib"    | 27 november 1833             | 1901                         |
| 1901                                  | 1905                         | Parashuramrao Shrinivas "Dada Sahib"    | 17 februari 1858             | 1905                         |
| 3 november 1905                       | 4 november 1909              | Gopalkrishnarao Parashuram "Nana Sahib" |                              |                              |
| 4 november 1909                       | 15 augustus 1947             | Bhavanrao Shrinivas "Bala Sahib"        | 24 oktober 1868              | 13 april 1951                |
| Premier                               |                              |                                         |                              |                              |
| van                                   | tot                          | prins                                   | geboren                      | overleden                    |
| 1944                                  | 1948                         | Parshuram Rao Pant "Appa Sahib"         | 11 september 1912            | 5 oktober 1992               |

Bala was de broer en Nana de zoon van Dada Sahib. Anna Sahib was de vader van Dada.